# New Mexico State University Women's Volleyball
La New Mexico State University Women's Volleyball è la squadra pallavolo femminile appartenente alla New Mexico State University, avente sede a Las Cruces (Nuovo Messico): milita nella Conference USA della NCAA Division I.

## Storia
Il programma di pallavolo femminile della New Mexico State University viene fondato nel 1974. Nei primi anni della sua storia partecipa alla AIAW Division I, affiliandosi alla Intermountain Athletic Conference fino al 1982, quando si trasferisce alla High Country Athletic Conference, nella neonata NCAA Division I. Dopo aver militato nella Big West Conference, approda nella Sun Belt Conference, dove conquista due titoli e ottiene le prime partecipazioni al torneo NCAA.
Inizia quindi una lunga militanza in Western Athletic Conference, aggiudicandosi altri cinque titoli di conference, prima di trasferirsi nella Conference USA nel 2023.

## Record
| Piazzamento          |    | Edizione                                                            |
| -------------------- | -- | ------------------------------------------------------------------- |
| Tornei NCAA          | 10 | Secondo turno: 1 2008                                               |
| Tornei NCAA          | 10 | Primo turno: 9 2003, 2004, 2006, 2007, 2012, 2013, 2015, 2018, 2019 |
| Titoli di conference | 7  | Sun Belt Conference: 2 2003, 2004                                   |
| Titoli di conference | 7  | Western Athletic Conference: 5 2012, 2013, 2015, 2018, 2019         |

## Conference
- Intermountain Athletic Conference: 1974-1981
- High Country Athletic Conference: 1982-1989
- Big West Conference: 1990-1999
- Sun Belt Conference: 2000-2004
- Western Athletic Conference: 2005-2022
- Conference USA: 2023-

## Allenatori
- Linda Koch: 1974-1975
- Jose Ochea: 1976-1977
- Gail Parkin: 1977-1980
- Tom Shoji: 1981-1986
- Myles Gabel: 1987-1989
- Craig Choate: 1990-1992
- Gweyn Leabo: 1993-1996
- David Noble: 1997
- Mike Jordan: 1998-